# IC 110
IC 110 је ознака објекта на координатама са ректансцензијом 1h 25m 46,5s и деклинацијом + 33° 30" 40'. Открио га је Гијом Бигурдан, 5. новембра 1885. Каснијим посматрањима на том положају није уочен никакав астрономски објекат.